# Nana-Bakassa
Nana-Bakassa est une localité et une commune de République centrafricaine, chef-lieu de l’une des sept sous-préfectures de la préfecture de l'Ouham. 

## Géographie

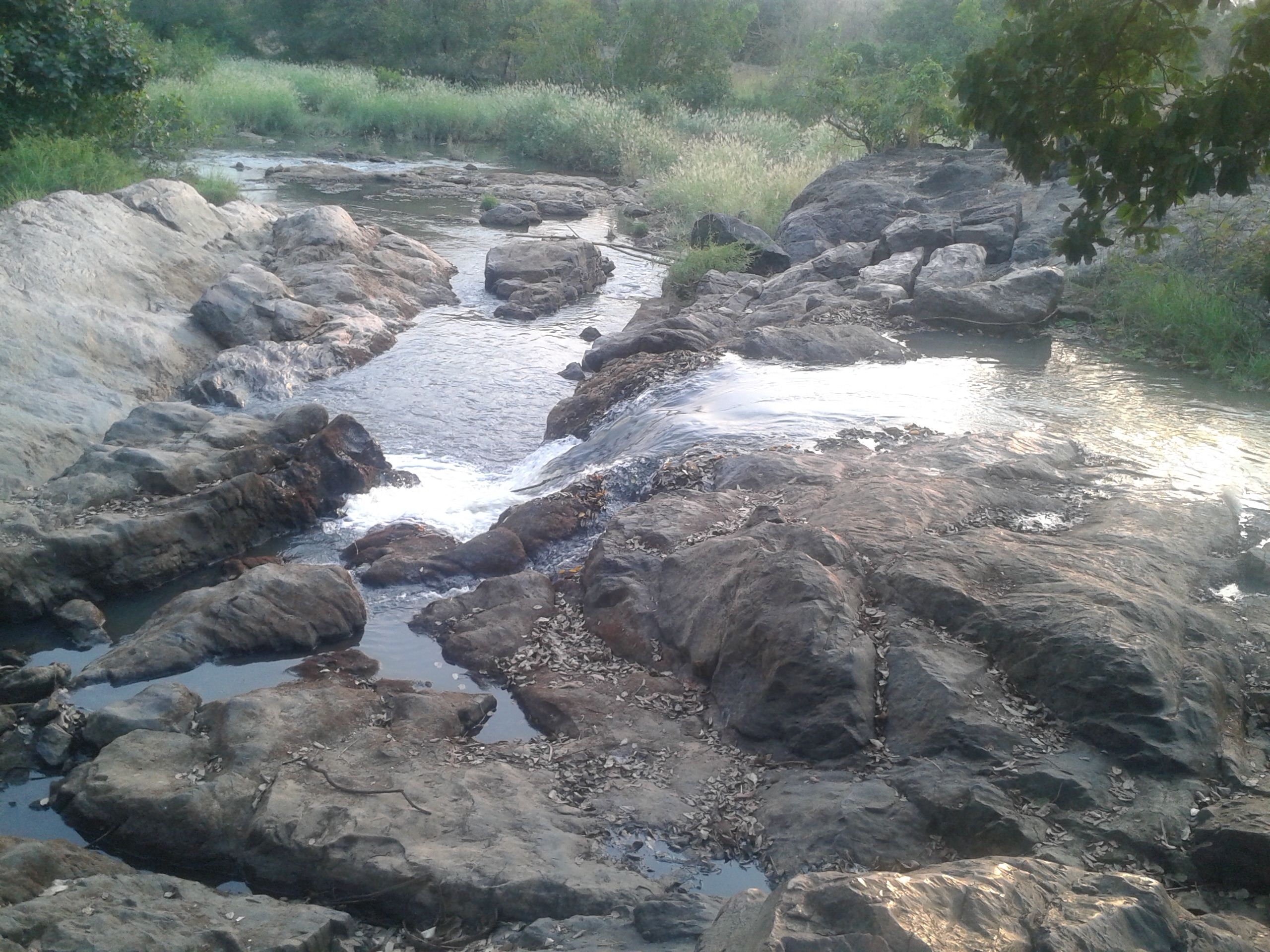
Chute d'eau de Nana Bakassa

La localité située sur la rive gauche de la rivière Nana Bakassa, affluent de l'Ouham, est traversée par la route nationale RN1 reliant Bossangoa à la frontière tchadienne. En 2014, la population de la localité est estimée à 7 516 habitants.
La commune de Nana-Bakassa est située au centre de la préfecture de l'Ouham, elle est entourée de 6 communes limitrophes. 
La plupart des villages sont localisés sur l'axe Bossangoa - Nana-Bakassa - Tchad, route nationale RN1.
|               | Nana-Markounda |          |
| Nanga Boguila | Nana-Bakassa   | Bédé     |
| Ndoro-Mboli   | Bossangoa      | Benzambé |

## Histoire
En 2002, Nana-Bakassa est érigée en sous-préfecture, issue d'une division de la sous-préfecture de Bossangoa.

## Administration
La sous-préfecture de Nana-Bakassa est constituée de l'unique commune du même nom. Avec 46 247 habitants et 174 villages recensés en 2003, la commune est la plus peuplée de la préfecture.
Villages sur l’axe Nana-Bakassa à Bossangoa : Bodoni, Tigueda, Bondiba, Zian, Bofilé, Konkon, Goniyari, Bendoui, Ndali, Ferme Pembe, Anafio 2, Dabili, Boali, Bozanga, Anafio, Zian-Boy, Ngawele, Botoro, Ngai-Gban, Bokoura, Bodolé, Bokongo, Bodoro-Gassa, Gonissang-Gassa, Boferan, Léré, Boko, Bokessé, Bonkone, Bende, Bokine, Bodouk, Bozelé, Bokpata 1, Kété-Cbanou, Gazouene, Nonsi, Bomboimo, Bongboto, Douben, Zoro, Bogoro, Gbaton.

## Société
Depuis 1960, la localité est le siège de la paroisse catholique Sainte Thérèse de l’Enfant Jésus de Nana Bakassa, elle dépend du diocèse de Bossangoa. La commune est le siège d'une autre paroisse catholique dont le siège se trouve dans la localité de Kouki, Saint Laurent de Kouki.

## Économie
En mars 2013, après la fermeture de l’usine de Bossangoa, la culture industrielle du coton a laissé la place aux cultures de subsistance.